# Tony Bobbitt
Tony Rachaun Bobbitt, (nacido el 22 de octubre de 1979 en Daytona Beach, Florida) es un exjugador de baloncesto estadounidense. Con 1.93 de estatura, su puesto natural en la cancha era el de escolta.

## Trayectoria
- Los Angeles Lakers (2005)
- Felice Scandone Avellino (2005-2006)
- Bakersfield Jam (2006-2007)
- Colorado 14ers (2007-2008)
- Oklahoma Storm (2007)
- Eisbären Bremerhaven (2008)
- Maine Red Claws (2009-2010)
- Springfield Armor (2010-2011)
- AEK Larnaca (2010)
- Huracanes de Tampico (2010-2011)
- Idaho Stampede (2011-2012)